# شيرلي إم مالكوم
تشغل شيرلي إم مالكوم حالياً منصب رئيسة برامج التعليم والموارد البشرية في الجمعية الأمريكية لتقدم العلوم (AAAS).

## حياتها
ولدت شيرلي ماهالي مالكوم في السادس من سبتمبر عام 1946 في برمنغهام ألاباما لبن وليلي ماهالي. أكملت مالكوم المدرسة الثانوية في سن ال 16 وغادرت المنزل لكسب بكالوريوس بدرجة امتياز في علم الحيوان في جامعة واشنطن. فواصلت تعليمها في جامعة كاليفورنيا في لوس أنجلوس وحصلت على ماجستير في علم الحيوان في عام 1967. وبعد ذلك درّست طلاب المدارس الثانوية لبضع سنوات ثم التحقت ببرنامج البيئة بجامعة ولاية بنسلفانيا لكسب الدكتوراه. في عام 1974 عادت مالكوم إلى التدريس لمدة عام في جامعة نورث كارولينا في ويلمنجتون ثم انتقل إلى واشنطن العاصمة للعمل كمساعدة باحث في (AAAS). تحمل الدكتورة مالكوم اليوم 16 شهادة فخرية. وفي 26 مايو عام 2000 تلقت مالكوم دكتوراه فخرية من كلية العلوم الاجتماعية في جامعة أوبسالا السويد.
لقد دُهشت مالكوم من نقص أعداد الأقليات والنساء في فصولها وفي أعضاء هيئة التدريس أثناء دراستها في الكلية وبسبب هذه التجربة قررت اتخاذ إجراء من خلال أن تصبح مديرة برنامج في برنامج التحسين العلمي لمؤسسات الأقليات (MISIP) في المؤسسة الوطنية للعلوم عام 1977. وقد قدم البرنامج تمويلاً فدرالياً لكليات وجامعات السود التاريخية (HBCU) لتحسين المعدات وتقديم التسهيلات وكذلك زيادة الرواتب في الكلية. وفي عام 1979 عادت مالكوم إلى AAAS كرئيسة لمكتب الفرص في العلوم.
نالت الدكتورة مالكوم مجموعة متنوعة من الجوائز والتكريمات وكان أبرزها انتخابها للأكاديمية الأمريكية للفنون والعلوم واستلامها وسام الصالح العام لعام 2003 وهي أعلى جائزة تقدمها الأكاديمية الوطنية للعلوم.

## منشوراتها
أثناء عملها كزميلة أبحاث في AAAS حيث استطلعت برامج تعليم العلوم المصممة لطلاب الأقليات تم عقد مؤتمر ساعدت مالكوم في تنظيمه، وقد كانت نتيجة هذا المؤتمر بمثابة تقرير مرجعي ساهمت مالكوم في إعداده تحت عنوان «القيد المضاعف: ثمن أن تكوني امرأة ومن الأقليات في الأوساط العلمية» (1976).
في عام 2003 أكدت المحكمة العليا في الولايات المتحدة أهمية بيئات التعلم المتنوعة لكنها رفضت المنهجية الرسمية والقائمة على النقاط للقبول في المرحلة الجامعية الأولى لتحقيق هذا التنوع. استجابةً لذلك في عام 2004 أصدرت الرابطة تقريراً بعنوان «تحقيق ثباتنا: دليل لمعلمي STEM في عصر ما بعد ميشيغان» كتبته شيرلي مالكوم والذي يوضح الخيارات المعقولة قانونياً للحفاظ على التنوع في برامج الهندسة والعلوم.